# Konge af Paris
Konge af Paris (russisk: Король Парижа) er en russisk stumfilm fra 1917 af Jevgenij Bauer. Det er Bauers sidste film; han døde kort efter optagelserne i 1917.  

## Medvirkende
- Vjatjeslav Svoboda som Roger
- Nikolaj Radin som Rascol Venkov
- Emma Bauer som Furstin Von Dorstein
- Mikhail Stalskij som Jean Hiénard
- Lidija Koreneva som Lucienne Marechal